# ＃いおれな
『＃いおれな』は、2019年4月1日から2023年9月25日までRKB毎日放送（RKBラジオ）で放送されていたトーク番組。

## 概要
25歳（放送開始時。以下同じ）のRKBアナウンサー・武田と、21歳のファッションモデル・西村による、ガールズトークをメインとする番組。ちなみに、当番組はディレクターも28歳の女性が務めている。
当番組はEメールや郵送によるメッセージを受け付けていない。かわりに番組の公式アカウントがTwitterとInstagramに開設されており、コメントを投稿することで番組に参加することができるというシステムを採用している。
2019年4月21日放送のTBSラジオ『爆笑問題の日曜サンデー』の企画「全日本ラジオ新番組選手権2019」にエントリーされ、番組で紹介された。

## 放送時間
- 第2・4・5日曜日 24:30 - 25:00（JST。2021年4月11日[4] -  ） - 『ラジ+ナイト』レーベルの1コンテンツとして『加隈亜衣と種﨑敦美のちかっぱしんけん!』(2022年3月まで)、『舞鶴よかとの「ここが!福岡!よかろうもん!?」』(2022年4月以降)と交互に放送

### 過去の放送時間
- 月曜日 22:05 - 22:52（JST。2019年9月30日[5] - 2020年3月23日）
- 月曜日 23:00 - 23:30（JST。2019年4月1日 - 9月23日、2020年3月30日[6] - 2021年3月29日）

## パーソナリティ
- 武田伊央（RKBアナウンサー）
- 西村怜奈（ファッションモデル）

## コーナー
- ポップアップクローゼット…2人がファッションやメイクについてトークをするコーナー。
- いおのセ・トレビアン…武田がフランス語のフレーズなどを紹介するコーナー。
- れなのこぎゃんとあるばい!…西村がおすすめの漫画などを紹介するコーナー。

## 特別企画
- 2020年7月27日から6週にわたり、ラジオドラマ「将来的に死んでくれ」を番組内にて放送[7]。